# Primera B 1942
Het seizoen 1942 van de Primera B was het eerste seizoen van deze Uruguayaanse voetbalcompetitie op het tweede niveau. De Primera B verving vanaf dit seizoen de Divisional Intermedia als tweede divisie van Uruguay. Dit was het eerste seizoen waarin het tweede Uruguayaanse voetbalniveau een profcompetitie was.

## Teams
Er namen acht ploegen deel aan de eerste editie van de Primera B. Dit waren onder meer CA Bella Vista (dat vorig seizoen uit de Primera División was gedegradeerd) en CA Cerro (vorig seizoen de kampioen van de Divisional Intermedia). 
| Club           | Stad       | Stadion                | Vorig seizoen |
| -------------- | ---------- | ---------------------- | ------------- |
| CA Bella Vista | Montevideo | Parque José Nasazzi    | 11e (1ª)      |
| CA Cerro       | Montevideo | Parque Demetrio Arana  | 1e            |
| Colón FC       | Montevideo | Onbekend               | Onbekend      |
| CS Miramar     | Montevideo | Parque Campomar        | Onbekend      |
| Misiones FC    | Montevideo | Parque Chaná           | Onbekend      |
| CA Progreso    | Montevideo | Parque Miguel Campomar | Onbekend      |
| San Carlos FC  | Montevideo | Onbekend               | Onbekend      |
| Wilson FC      | Montevideo | Onbekend               | Onbekend      |

## Competitie-opzet
De eerste editie van de Primera B begon op 5 juli 1942. Alle ploegen speelden tweemaal tegen elkaar. De kampioen promoveerde naar de Primera División. De hekkensluiter degradeerde naar de Divisional Intermedia, die vanaf dit seizoen het derde niveau van het Uruguayaanse voetbalsysteem vormde.
CA Cerro en CS Miramar hadden de beste competitiestart. Na vier wedstrijden hadden ze zeven punten behaald (drie zeges en een gelijkspel). De vijfde speelronde verloren beide clubs echter, waardoor CA Progreso de koppositie kon overnemen. Een remise van Progreso tijdens de zevende speelronde stelde Miramar in staat om weer langszij te komen. Halverwege de competitie gingen Miramar en Progreso aan de leiding, Cerro en degradant CA Bella Vista volgden op drie punten. Misiones FC had nog geen wedstrijd gewonnen en bezette de laatste plaats.
De tweede competitiehelft begon voor Progreso met een gelijkspel. Miramar wist wel te winnen en kwam zo alleen aan de leiding. De negende speelronde speelden beide ploegen 3–3 tegen elkaar, waardoor Miramar op kop bleef. Een wedstrijd later verspeelde Progreso wederom punten (tegen Bella Vista). Dit stelde Miramar in staat om een gat te slaan met de naaste achtervolgers. De Cebritas hadden vier wedstrijden voor het einde een voorsprong van drie punten op Progreso. Het gat met Bella Vista en Cerro bedroeg nog een puntje meer. Onderaan de tabel had Misiones wat punten in kunnen lopen op de ploegen boven hun, waardoor de degradatiestrijd nog niet beslist was.
In de twaalfde speelronde won San Carlos FC met 2–0 van Misiones. Na zes nederlagen op rij was dit een belangrijke zege voor San Carlos, want hiermee kwamen ze dicht bij handhaving. In de strijd om het kampioenschap bleek Bella Vista uiteindelijk de laatste concurrent voor Miramar. De Papales hadden inmiddels vijf zeges op rij geboekt, terwijl Miramar tweemaal punten had laten liggen. Miramar had wel nog twee punten voorsprong en speelde de laatste wedstrijd tegen San Carlos. Deze wedstrijd eindigde in een 1–1 gelijkspel, wat voor beide ploegen voldoende was: Miramar was zeker van het kampioenschap en promoveerde voor het eerst in de clubgeschiedenis naar de Primera División. San Carlos ontliep de laatste plaats, waardoor Misiones degradeerde naar de Divisional Intermedia. Uiteindelijk maakte deze remise voor beide ploegen echter ook niet uit: Misiones verloor zelf en zou dus sowieso gedegradeerd zijn; Bella Vista verloor ook, waardoor Miramar de titel niet meer kon ontgaan. Door die nederlaag moest Bella Vista uiteindelijk genoegen nemen met de derde plek; Progreso eindigde nog als tweede.

### Eindstand
|    | Club           | Sp. | W | G | V | Pnt. | DV | DT | DS  |
| -- | -------------- | --- | - | - | - | ---- | -- | -- | --- |
| 1. | CS Miramar     | 14  | 8 | 5 | 1 | 21   | 28 | 14 | +14 |
| 2. | CA Progreso    | 14  | 7 | 5 | 2 | 19   | 22 | 15 | +7  |
| 3. | CA Bella Vista | 14  | 7 | 4 | 3 | 18   | 29 | 10 | +19 |
| 4. | CA Cerro       | 14  | 7 | 3 | 4 | 17   | 25 | 14 | +11 |
| 5. | Wilson FC      | 14  | 5 | 2 | 7 | 12   | 18 | 25 | –7  |
| 6. | Colón FC       | 14  | 3 | 4 | 7 | 10   | 14 | 20 | –6  |
| 7. | San Carlos FC  | 14  | 3 | 3 | 8 | 9    | 9  | 25 | –16 |
| 8. | Misiones FC    | 14  | 1 | 4 | 9 | 6    | 8  | 30 | –22 |

### Legenda
| Kleur | Kwalificatie voor                          |
| ----- | ------------------------------------------ |
|       | Promotie naar Primera División 1943        |
|       | Degradatie naar Divisional Intermedia 1943 |

| Winnaar Primera B 1942 |
| ---------------------- |
| CS Miramar 1e titel    |

## Topscorers
De topscorerstitel ging naar J.P. Funes van Wilson FC. Hij maakte 15 doelpunten.
| №  | Speler     | Club      | Goals |
| -- | ---------- | --------- | ----- |
| 1. | J.P. Funes | Wilson FC | 15    |